# Edward Ellerker Williams

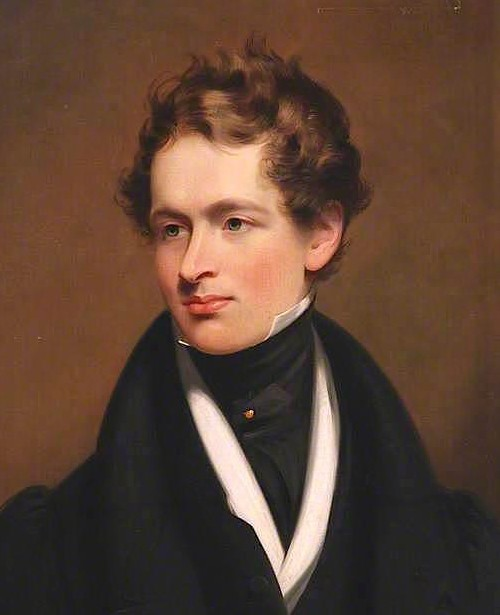
George Clint: Edward Ellerker Williams (1839)

Edward Ellerker Williams (* 22. April 1793 in Indien; † 8. Juli 1822 im Meer bei 
Viareggio) war britischer Kolonialoffizier, Tagebuchautor und Freund von Percy Bysshe Shelley.
Edward Williams war der Sohn des Armeeoffiziers der East India Company John Williams. Er wurde nach England geschickt, um das Eton College zu besuchen. Mit 14 Jahren trat er in die Royal Navy ein. 1811 wechselte er zum 8. leichten Dragonerregiment der East India Company. 1818 zog er sich mit halbem Sold ins Privatleben zurück.
Über seinen Regimentskameraden Thomas Medwin, einen Cousin des Dichters Shelley, lernte er diesen kennen. 1819–20 lebten Medwin, Williams und dessen Lebensgefährtin Jane gemeinsam in Genf. Bereits im April 1820 hatte Shelley Medwin, Edward und Jane Williams zu sich nach Pisa eingeladen, aber erst im Januar 1821 kamen die Williams dort an. Beide Familien befreundeten sich nach kurzer Zeit.
Im April kauften Williams und Shelley gemeinsam ein kleines Boot, mit dem sie die Kanäle um Pisa herum erkundeten und sogar ein Stück weit auf See entlang der Küste segelten. Zwischen beiden entstand eine zunehmend enger werdende Freundschaft.
Im November 1821 wurde Edward Williams durch Shelley Lord Byron vorgestellt. Williams war beeindruckt von Byrons „ungekünstelter und vornehmen Leichtigkeit“.
Williams hatte begonnen, Tagebuch zu schreiben. Seine Tagebuchaufzeichnungen stellen eine wichtige Quelle für Byrons Lebensalltag in Pisa dar. Gleichzeitig unterstützte Williams Shelley bei dessen Arbeit am Verdrama Hellas, indem er die Reinschriften anfertigte. Im Januar 1822 traf Edward John Trelawny in Pisa ein. Williams hatte ihn im Sommer 1820 in Genf kennengelernt. Im April 1822 bezogen Williams, seine Lebensgefährtin Jane, Shelley, dessen Frau Mary Shelley und Claire Clairmont die Villa Magni bei San Terenzo im Golf von La Spezia. Angeregt durch das Modell eines amerikanischen Schoners, das Trelawny mitgebracht hatte, beschlossen Williams und Shelley, vermittelt durch Trelawny, den Bau eines Segelbootes in Auftrag zu geben, das im Mai fertiggestellt wurde.
Am 8. Juli 1822 starben Shelley, Williams und der junge Bootsmann Charles Vivian aus Cornwall, als ihr Boot in einem Sturm im Golf von La Spezia kenterte und sank.
Williams war ein eifriger Tagebuchschreiber und talentierter Zeichner. Seine Notizen sind für die Shelley- und für die Byron-Forschung von großem Wert. Ein von Williams verfasstes Drama mit dem Titel The Promise wurde im Januar 1822 vom Leiter des Covent Garden abgelehnt.